# 의태어
의태어(擬態語; 문화어: 모양본딴말)는 모양이나 움직임을 흉내내어 묘사하는 낱말을 일컫는다. 예를 들어, 기는 모습을 나타내는 '엉금엉금', 둥근 모양을 나타내는 '동글동글', 끝이 날카로운 모양을 가리키는 '뾰족뾰족', 흔들림을 묘사한 '흔들흔들' 등이 있다. 의태어가 발달한 언어로는 한국어, 일본어, 코사어, 요루바어, 줄루어, 아메리카 원주민 언어, 오스트레일리아 원주민 언어 등이 있다.

## 같이 보기
- 의성어